# Écorches
Écorches ist eine französische Gemeinde mit 104 Einwohnern (Stand: 1. Januar 2022) im Département Orne in der Region Normandie (vor 2016 Basse-Normandie). Sie gehört zum Arrondissement Argentan und ist Mitglied im Gemeindeverband Terres d’Argentan Interco. Die Bewohner werden Écorchois und Écorchoises genannt.

## Geografie

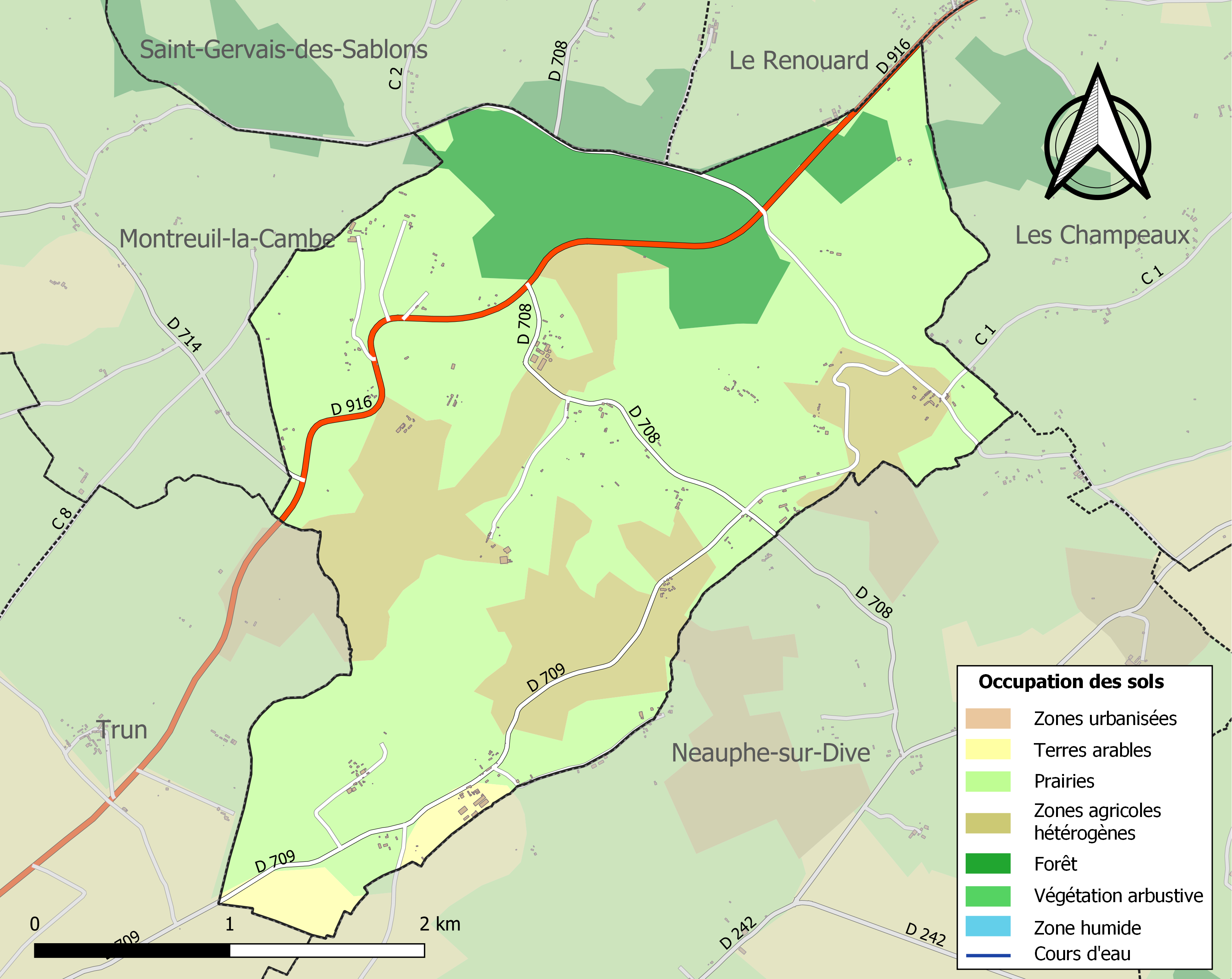
Bodennutzung und Infrastruktur der Gemeinde (2018)

Écorches liegt etwa 16 Kilometer nordnordöstlich von Argentan und etwa 49 Kilometer nördlich von Alençon in der Région naturelle Pays d’Auge. Die Gemeinde wird neben verschiedenen kleineren Bächen vom Flüsschen Foulbec entwässert, das hier entspringt und sie in südlicher Richtung durchquert. Das Zentrum liegt auf einer Höhe von etwa 140 m. Das Relief des Gebiets fällt nach Süden hin bis auf 102 m ab und steigt im Norden in der beginnenden Schichtstufenlandschaft des Pays d’Auge auf bis zu 269 m an.
Teile des Gebiets von Écorches gehören zur ZNIEFF-Naturzone „Cuesta du Pays d’Auge“ (250008490). Rund 87 % der Fläche der Gemeinde werden landwirtschaftlich genutzt, bestehen zu einem großen Teil (rund 63 %) aus Grünland, rund 13 % sind bewaldet, insbesondere im Norden (Stand: 2018).
Umgeben wird Écorches von den Nachbargemeinden Saint-Gervais-des-Sablons im Norden und Nordwesten, Le Renouard im Norden, Les Champeaux im Nordosten, Neauphe-sur-Dive im Süden und Osten, Trun im Südwesten sowie Montreuil-la-Cambe im Westen.

## Geschichte
1813 wurden die bis dahin selbstständigen Gemeinden Ligneries und Varry eingegliedert.

## Bevölkerungsentwicklung
| Écorches: Einwohnerzahlen von 1793 bis 2020                                                                                | Écorches: Einwohnerzahlen von 1793 bis 2020 | Écorches: Einwohnerzahlen von 1793 bis 2020 | Écorches: Einwohnerzahlen von 1793 bis 2020 | Écorches: Einwohnerzahlen von 1793 bis 2020 |
| --- | ------------------------------------------- | ------------------------------------------- | ------------------------------------------- | ------------------------------------------- |
| Jahr |                                             |                                             |                                             | Einwohner                                   |
| 1793 | 1793                                        |                                             | 356                                         | 356                                         |
| 1800 | 1800                                        |                                             | 298                                         | 298                                         |
| 1806 | 1806                                        |                                             | 391                                         | 391                                         |
| 1821 | 1821                                        |                                             | 739                                         | 739                                         |
| 1836 | 1836                                        |                                             | 677                                         | 677                                         |
| 1841 | 1841                                        |                                             | 502                                         | 502                                         |
| 1846 | 1846                                        |                                             | 480                                         | 480                                         |
| 1851 | 1851                                        |                                             | 446                                         | 446                                         |
| 1856 | 1856                                        |                                             | 440                                         | 440                                         |
| 1861 | 1861                                        |                                             | 429                                         | 429                                         |
| 1866 | 1866                                        |                                             | 402                                         | 402                                         |
| 1872 | 1872                                        |                                             | 369                                         | 369                                         |
| 1876 | 1876                                        |                                             | 324                                         | 324                                         |
| 1881 | 1881                                        |                                             | 304                                         | 304                                         |
| 1886 | 1886                                        |                                             | 303                                         | 303                                         |
| 1891 | 1891                                        |                                             | 283                                         | 283                                         |
| 1896 | 1896                                        |                                             | 285                                         | 285                                         |
| 1901 | 1901                                        |                                             | 265                                         | 265                                         |
| 1906 | 1906                                        |                                             | 251                                         | 251                                         |
| 1911 | 1911                                        |                                             | 237                                         | 237                                         |
| 1921 | 1921                                        |                                             | 213                                         | 213                                         |
| 1926 | 1926                                        |                                             | 223                                         | 223                                         |
| 1931 | 1931                                        |                                             | 208                                         | 208                                         |
| 1936 | 1936                                        |                                             | 203                                         | 203                                         |
| 1946 | 1946                                        |                                             | 232                                         | 232                                         |
| 1954 | 1954                                        |                                             | 169                                         | 169                                         |
| 1962 | 1962                                        |                                             | 163                                         | 163                                         |
| 1968 | 1968                                        |                                             | 174                                         | 174                                         |
| 1975 | 1975                                        |                                             | 150                                         | 150                                         |
| 1982 | 1982                                        |                                             | 137                                         | 137                                         |
| 1990 | 1990                                        |                                             | 148                                         | 148                                         |
| 1999 | 1999                                        |                                             | 137                                         | 137                                         |
| 2006 | 2006                                        |                                             | 98                                          | 98                                          |
| 2013 | 2013                                        |                                             | 89                                          | 89                                          |
| 2020 | 2020                                        |                                             | 100                                         | 100                                         |
| Quelle(n): EHESS/Cassini bis 1999, INSEE ab 2006 Anmerkung(en): Ab 1962 offizielle Zahlen ohne Einwohner mit Zweitwohnsitz |                                             |                                             |                                             |                                             |

## Sehenswürdigkeiten
- Pfarrkirche Saint-Agnan, 1781 errichtet. Sie birgt zahlreiche Ausstattungsgegenstände, die in der Base Palissy gelistet sind.
- Pfarrkirche Saint-Saturnin in Les Lignerits mit den ältesten Elementen (Fenster der Apsis) aus dem 13. Jahrhundert, seit 1948 als Monument historique eingeschrieben. Die Kirche birgt zahlreiche Ausstattungsgegenstände, die in der Base Palissy gelistet sind, darunter eine große Anzahl, die als Monument historique der beweglichen Objekte klassifiziert sind.
- Herrenhaus Les Bois Lignits aus dem frühen 17. Jahrhundert, Anbau eines Flügels zu Beginn des 20. Jahrhunderts
- Herrenhaus im Weiler Beaufour, Mitte des 16. Jahrhunderts erbaut

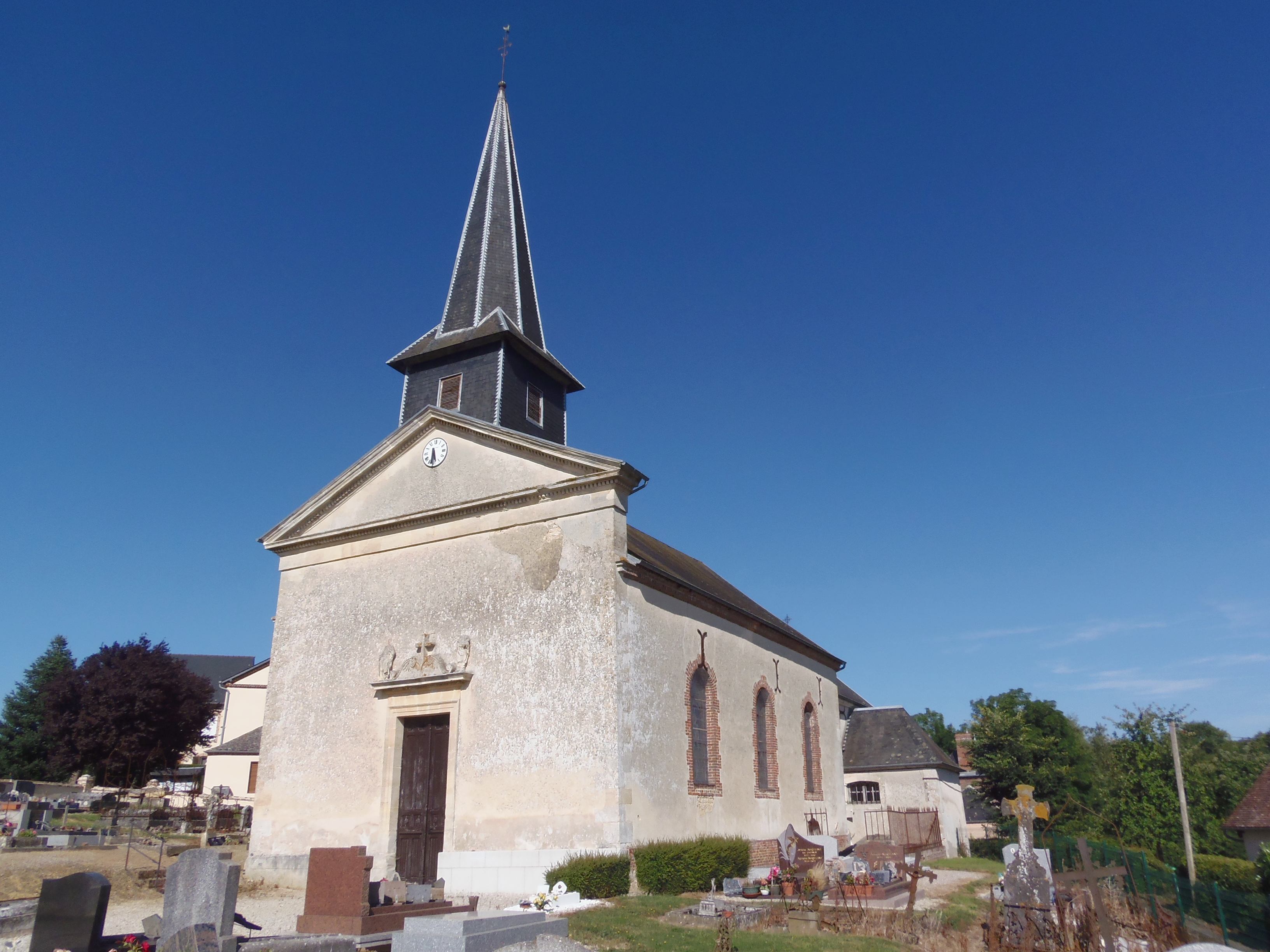
Pfarrkirche Saint-Aignan
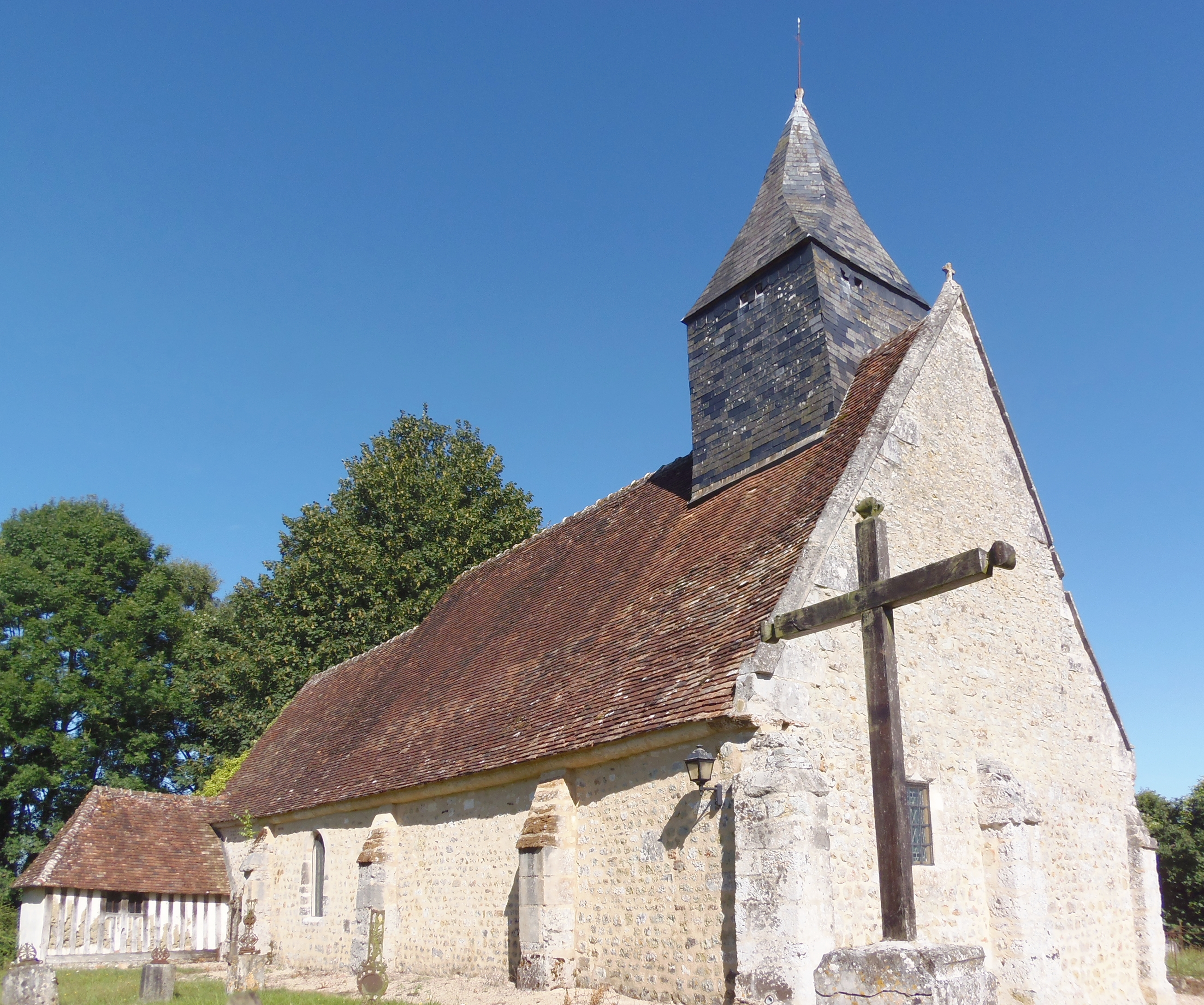
Pfarrkirche Saint-Saturnin

## Verkehr
Die Departementsstraße D 916, die ehemalige Route nationale 816 von Vimoutiers nach Couterne, durchquert das Gemeindegebiet von Nordost nach Südwest. Die nachgeordneten Departementsstraßen D 708 und D 709 und lokale Landstraßen verbinden das Zentrum mit den Weilern der Gemeinde und den Nachbargemeinden.